# Braunschweiger Turn- und Sportverein Eintracht von 1895 1969-1970
Questa voce raccoglie le informazioni riguardanti il Braunschweiger Turn- und Sportverein Eintracht von 1895 nelle competizioni ufficiali della stagione 1969-1970.

## Stagione
Nella stagione 1969-1970 l'Eintracht Braunschweig, allenato da Helmuth Johannsen, concluse il campionato di Bundesliga al 16º posto. In Coppa di Germania l'Eintracht Braunschweig fu eliminato al primo turno dal Jahn Ratisbona.

## Rosa
| N. |                     | Ruolo | Calciatore           |
| -- | ------------------- | ----- | -------------------- |
|    | Germania (bandiera) | P     | Burkhardt Öller      |
|    | Germania (bandiera) | P     | Horst Wolter         |
|    | Germania (bandiera) | D     | Joachim Bäse         |
|    | Germania (bandiera) | D     | Wolfgang Grzyb       |
|    | Germania (bandiera) | D     | Friedhelm Haebermann |
|    | Germania (bandiera) | D     | Peter Kaack          |
|    | Germania (bandiera) | D     | Franz Merkhoffer     |
|    | Germania (bandiera) | D     | Walter Schmidt       |
|    | Germania (bandiera) | C     | Gerhard Elfert       |
|    | Germania (bandiera) | C     | Max Lorenz           |

| N. |                     | Ruolo | Calciatore      |
| -- | ------------------- | ----- | --------------- |
|    | Germania (bandiera) | C     | Michael Polywka |
|    | Germania (bandiera) | C     | Lothar Ulsaß    |
|    | Germania (bandiera) | A     | Jaro Deppe      |
|    | Germania (bandiera) | A     | Bernd Dörfel    |
|    | Germania (bandiera) | A     | Bernd Gersdorff |
|    | Germania (bandiera) | A     | Klaus Gerwien   |
|    | Germania (bandiera) | A     | Erich Maas      |
|    | Germania (bandiera) | A     | Gerd Saborowski |
|    | Germania (bandiera) | A     | Hartmut Weiß    |

## Organigramma societario
Area tecnica
- Allenatore: Helmuth Johannsen
- Allenatore in seconda: Heinz Patzig
- Preparatore dei portieri:
- Preparatori atletici:

## Calciomercato

### Sessione estiva
| Acquisti | Acquisti        | Acquisti     | Acquisti |
| R.       | Nome            | da           | Modalità |
| -------- | --------------- | ------------ | -------- |
| A        | Bernd Gersdorff | TeBe Berlino |          |
| C        | Max Lorenz      | Werder Brema |          |

| Cessioni | Cessioni   | Cessioni    | Cessioni |
| R.       | Nome       | a           | Modalità |
| -------- | ---------- | ----------- | -------- |
| C        | Horst Berg | Monaco 1860 |          |

## Risultati

### Bundesliga

#### Girone di andata
| Arbitro: | Aldinger |

|                                        |           |               |
| Rühl 72’ (rig.) Blusch 75’ Overath 85’ | Marcatori | 52’, 64’ Maas |

| Arbitro: | Wengenmayer |

|               |           |           |
| Gersdorff 90’ | Marcatori | 36’ Brune |

| Arbitro: | Fork |

|                            |           |                              |
| Schulz 57’, 68’ Seeler 84’ | Marcatori | 24’, 90’ Maas 49’ Merkhoffer |

| Arbitro: | Tschenscher |

|  |           |                                             |
|  | Marcatori | 4’ Karbowiak 12’ Fröhlich 32’, 66’ Dausmann |

| Arbitro: | Geng |

|            |           |             |
| Erlhoff 7’ | Marcatori | 30’ Gerwien |

| Arbitro: | Kindervater |

|  |           |                                                    |
|  | Marcatori | 10’ Michl 43’ Ohlhauser 71’ Müller 73’ Beckenbauer |

| Arbitro: | Schröck |

|                   |           |  |
| Netzer 27’ (rig.) | Marcatori |  |

| Arbitro: | Krumnack |

|                                      |           |               |
| Elfert 76’ Lutz 87’ (aut.) Deppe 89’ | Marcatori | 37’ Grabowski |

| Arbitro: | Köhler |

|                       |           |  |
| Rumor 72’ Pirrung 80’ | Marcatori |  |

| Arbitro: | Binder |

|          |           |           |
| Weiß 39’ | Marcatori | 52’ Wosab |

| Braunschweig 1º novembre 1969, ore 15:30 CET 11ª giornata | Eintracht Braunschweig | 0 – 0 referto | Rot-Weiss Essen | Stadion an der Hamburger Straße (11 000 spett.)\| Arbitro: \| Betz \| |
| Arbitro:                                                  | Betz                   |               |                 |                                                                       |

| Arbitro: | Voß |

|  |           |           |
|  | Marcatori | 80’ Ulsaß |

| Arbitro: | Schulz |

|                    |           |             |
| Weiß 74’ Ulsaß 79’ | Marcatori | 53’ Wißmann |

| Arbitro: | Siepe |

|             |           |  |
| Kohlars 24’ | Marcatori |  |

| Arbitro: | Seiler |

|                             |           |  |
| Gersdorff 2’, 79’ Ulsaß 37’ | Marcatori |  |

| Arbitro: | Hillebrand |

|                            |           |  |
| Weber 87’ Kaack 90’ (aut.) | Marcatori |  |

| Arbitro: | Schumann |

|                  |           |  |
| Ulsaß 65’ (rig.) | Marcatori |  |

#### Girone di ritorno
| Arbitro: | Siebert |

|          |           |                    |
| Maas 51’ | Marcatori | 9’ Simmet 27’ Löhr |

| Arbitro: | Betz |

|  |           |                         |
|  | Marcatori | 71’ Gersdorff 73’ Grzyb |

| Arbitro: | Heumann |

|                               |           |  |
| Gerwien 3’ Maas 78’ Grzyb 88’ | Marcatori |  |

| Arbitro: | Tschenscher |

|                     |           |          |
| Poll 3’ Kobluhn 25’ | Marcatori | 50’ Maas |

| Arbitro: | Riegg |

|                           |           |  |
| Weiß 33’ Gerwien 53’, 61’ | Marcatori |  |

| Arbitro: | Fork |

|                                                   |           |          |
| Mrosko 40’ Müller 42’, 82’ Ohlhauser 46’ Roth 75’ | Marcatori | 14’ Maas |

| Arbitro: | Frickel |

|  |           |            |
|  | Marcatori | 61’ Wimmer |

| Francoforte sul Meno 28 febbraio 1970, ore 15:30 CET 25ª giornata | Eintracht Francoforte | 0 – 0 referto | Eintracht Braunschweig | Waldstadion (9 000 spett.)\| Arbitro: \| Köhler \| |
| Arbitro:                                                          | Köhler                |               |                        |                                                    |

| Arbitro: | Eschweiler |

|          |           |  |
| Weiß 79’ | Marcatori |  |

| Arbitro: | Seiler |

|                      |           |                      |
| Schütz 54’ Weist 63’ | Marcatori | 82’ Ulsaß 86’ Lorenz |

| Arbitro: | Fritz |

|          |           |                  |
| Mors 14’ | Marcatori | 13’ (rig.) Ulsaß |

| Arbitro: | Hillebrand |

|           |           |                         |
| Grzyb 77’ | Marcatori | 24’ Bjørnmose 28’ Görts |

| Arbitro: | Quindeau |

|             |           |  |
| Lehmann 77’ | Marcatori |  |

| Arbitro: | Schmidt |

|                         |           |                     |
| Deppe 11’ Gersdorff 55’ | Marcatori | 7’ Kohlars 23’ Denz |

| Arbitro: | Regely |

|            |           |                  |
| Pöhler 19’ | Marcatori | 12’ (rig.) Ulsaß |

| Arbitro: | Voß |

|           |           |                     |
| Grzyb 86’ | Marcatori | 61’ Horr 64’ Brungs |

| Arbitro: | Bien |

|                               |           |                   |
| Entenmann 43’ Olsson 77’, 78’ | Marcatori | 27’ Maas 61’ Weiß |

### Coppa di Germania
| Arbitro: | Linn |

|            |           |  |
| Mattes 83’ | Marcatori |  |

## Statistiche

### Statistiche di squadra
| Competizione      | Punti | In casa | In casa | In casa | In casa | In casa | In casa | In trasferta | In trasferta | In trasferta | In trasferta | In trasferta | In trasferta | Totale | Totale | Totale | Totale | Totale | Totale | DR  |
| Competizione      | Punti | G       | V       | N       | P       | Gf      | Gs      | G            | V            | N            | P            | Gf           | Gs           | G      | V      | N      | P      | Gf     | Gs     | DR  |
| ----------------- | ----- | ------- | ------- | ------- | ------- | ------- | ------- | ------------ | ------------ | ------------ | ------------ | ------------ | ------------ | ------ | ------ | ------ | ------ | ------ | ------ | --- |
| Bundesliga        | 28    | 17      | 7       | 4       | 6       | 23      | 21      | 17           | 2            | 6            | 9            | 17           | 28           | 34     | 9      | 10     | 15     | 40     | 49     | -9  |
| Coppa di Germania | -     | 0       | 0       | 0       | 0       | 0       | 0       | 1            | 0            | 0            | 1            | 0            | 1            | 1      | 0      | 0      | 1      | 0      | 1      | -1  |
| Totale            | 28    | 17      | 7       | 4       | 6       | 23      | 21      | 18           | 2            | 6            | 10           | 17           | 29           | 35     | 9      | 10     | 16     | 40     | 50     | -10 |

### Andamento in campionato
| Giornata  | 1  | 2  | 3  | 4  | 5  | 6  | 7  | 8  | 9  | 10 | 11 | 12 | 13 | 14 | 15 | 16 | 17 | 18 | 19 | 20 | 21 | 22 | 23 | 24 | 25 | 26 | 27 | 28 | 29 | 30 | 31 | 32 | 33 | 34 |
| --------- | -- | -- | -- | -- | -- | -- | -- | -- | -- | -- | -- | -- | -- | -- | -- | -- | -- | -- | -- | -- | -- | -- | -- | -- | -- | -- | -- | -- | -- | -- | -- | -- | -- | -- |
| Luogo     | T  | C  | T  | C  | T  | C  | T  | C  | T  | C  | C  | T  | C  | T  | C  | T  | C  | C  | T  | C  | T  | C  | T  | C  | T  | C  | T  | T  | C  | T  | C  | T  | C  | T  |
| Risultato | P  | N  | N  | P  | N  | P  | P  | V  | P  | N  | N  | V  | V  | P  | V  | P  | V  | P  | V  | V  | P  | V  | P  | P  | N  | V  | N  | N  | P  | P  | N  | N  | P  | P  |
| Posizione | 12 | 15 | 12 | 18 | 16 | 18 | 18 | 17 | 17 | 16 | 16 | 15 | 15 | 15 | 12 | 15 | 13 | 14 | 12 | 11 | 12 | 10 | 10 | 12 | 10 | 10 | 10 | 10 | 12 | 12 | 12 | 14 | 15 | 16 |

Legenda:

Luogo: C = Casa; T = Trasferta. Risultato: V = Vittoria; N = Pareggio; P = Sconfitta.

### Statistiche dei giocatori
| Giocatore     | Bundesliga | Bundesliga | Bundesliga  | Bundesliga | Coppa di Germania | Coppa di Germania | Coppa di Germania | Coppa di Germania | Totale   | Totale | Totale      | Totale     |
| Giocatore     | Presenze   | Reti       | Ammonizioni | Espulsioni | Presenze          | Reti              | Ammonizioni       | Espulsioni        | Presenze | Reti   | Ammonizioni | Espulsioni |
| ------------- | ---------- | ---------- | ----------- | ---------- | ----------------- | ----------------- | ----------------- | ----------------- | -------- | ------ | ----------- | ---------- |
| J. Bäse       | 13         | 0          | 0           | 0          | 0                 | 0                 | 0                 | 0                 | 13       | 0      | 0           | 0          |
| J. Deppe      | 8          | 2          | 0           | 0          | 0                 | 0                 | 0                 | 0                 | 8        | 2      | 0           | 0          |
| B. Dörfel     | 17         | 0          | 0           | 0          | 0                 | 0                 | 0                 | 0                 | 17       | 0      | 0           | 0          |
| G. Elfert     | 19         | 1          | 0           | 0          | 0                 | 0                 | 0                 | 0                 | 19       | 1      | 0           | 0          |
| D. Erler      | 0          | 0          | 0           | 0          | 0                 | 0                 | 0                 | 0                 | 0        | 0      | 0           | 0          |
| B. Gersdorff  | 30         | 5          | 0           | 0          | 1                 | 0                 | 0                 | 0                 | 31       | 5      | 0           | 0          |
| K. Gerwien    | 29         | 4          | 0           | 0          | 1                 | 0                 | 0                 | 0                 | 30       | 4      | 0           | 0          |
| W. Grzyb      | 27         | 4          | 0           | 0          | 1                 | 0                 | 0                 | 0                 | 28       | 4      | 0           | 0          |
| F. Haebermann | 29         | 0          | 0           | 0          | 1                 | 0                 | 0                 | 0                 | 30       | 0      | 0           | 0          |
| E. Haun       | 0          | 0          | 0           | 0          | 0                 | 0                 | 0                 | 0                 | 0        | 0      | 0           | 0          |
| P. Kaack      | 25         | 0          | 0           | 0          | 1                 | 0                 | 0                 | 0                 | 26       | 0      | 0           | 0          |
| M. Lorenz     | 33         | 1          | 0           | 0          | 1                 | 0                 | 0                 | 0                 | 34       | 1      | 0           | 0          |
| E. Maas       | 28         | 9          | 0           | 0          | 1                 | 0                 | 0                 | 0                 | 29       | 9      | 0           | 0          |
| F. Merkhoffer | 34         | 1          | 0           | 0          | 1                 | 0                 | 0                 | 0                 | 35       | 1      | 0           | 0          |
| M. Polywka    | 26         | 0          | 0           | 0          | 1                 | 0                 | 0                 | 0                 | 27       | 0      | 0           | 0          |
| G. Saborowski | 0          | 0          | 0           | 0          | 0                 | 0                 | 0                 | 0                 | 0        | 0      | 0           | 0          |
| W. Schmidt    | 0          | 0          | 0           | 0          | 0                 | 0                 | 0                 | 0                 | 0        | 0      | 0           | 0          |
| R. Skrotzki   | 0          | 0          | 0           | 0          | 0                 | 0                 | 0                 | 0                 | 0        | 0      | 0           | 0          |
| L. Ulsaß      | 27         | 7          | 0           | 0          | 1                 | 0                 | 0                 | 0                 | 28       | 7      | 0           | 0          |
| H. Weiß       | 27         | 5          | 0           | 0          | 1                 | 0                 | 0                 | 0                 | 28       | 5      | 0           | 0          |
| H. Wolter     | 33         | 0          | 0           | 0          | 1                 | 0                 | 0                 | 0                 | 34       | 0      | 0           | 0          |
| B. Öller      | 2          | 0          | 0           | 0          | 0                 | 0                 | 0                 | 0                 | 2        | 0      | 0           | 0          |